# کتابخانه ملی هند

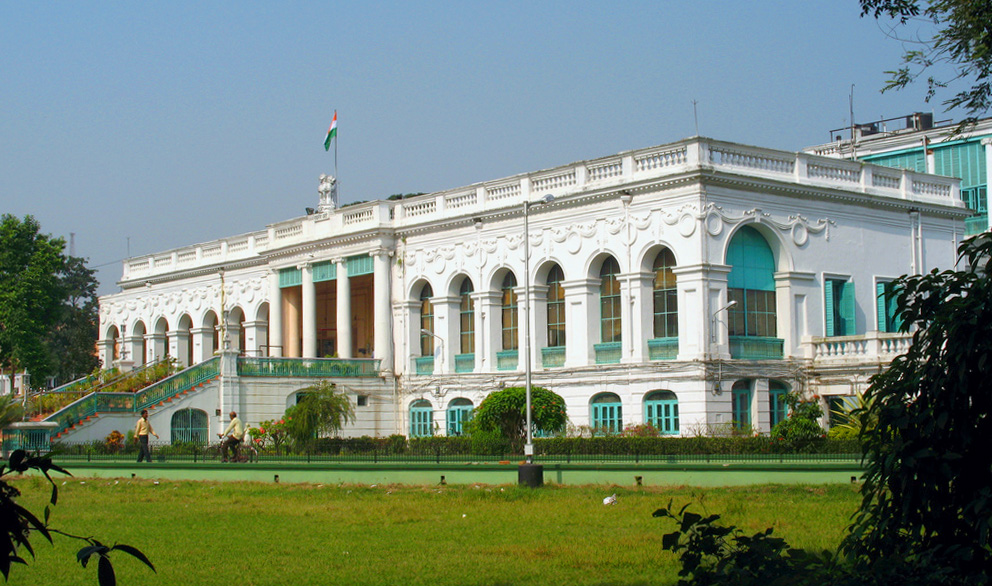
کتابخانه ملی هند

کتابخانه ملی هند یک کتابخانه دولتی است که در شهر کلکته در هند قرار دارد. این کتابخانه در اصل همان کتابخانه عمومی کلکته است که در ۲۱ مارس ۱۸۳۶ گشایش یافت. فکر تأسیس کتابخانه مرهون فعالیت دو جانبه انگلیسی‌ها و هندیها بود. در اواخر قرن ۱۹ مجموعه کتابخانه به کتابخانه سلطنتی انتقال یافت. در ۱۹۰۲ قانون کتابخانه سلطنتی تصویب شد و بالاخره در ۱۹۴۸ با تصویب قانون، نام کتابخانه سلطنتی به کتابخانه ملی تغییر یافت، و در همان سال با نظر نهرو اولین نخست‌وزیر هند ساختمان محل اقامت نایب السلطنه هند را که جایی بسیار زیبا بود به کتابخانه ملی اختصاص دادند. در سال ۱۹۵۳ کتابخانه ملی هند با ساختمان زیبایی که سبک گوتیک خود را حفظ کرده بود رسماً افتتاح شد. به این ساختمان بعدها ۳ ساختمان دیگر اضافه شد کل مساحت زیر بنای این ساختمان‌ها ۳۴۵٬۶۹۶ فوت مربع است. کتابخانه همچنین یک رستورانی برای استفاده کارمندان و مراجعان دارد.